# Thamnodynastes yavi
Thamnodynastes yavi är en ormart som beskrevs av Myers och Donnelly 1996. Thamnodynastes yavi ingår i släktet Thamnodynastes och familjen snokar. Inga underarter finns listade i Catalogue of Life.
Denna orm förekommer i centrala Venezuela på ett platåberg (tepui) vid cirka 2150 meter över havet. Den vistas i öppna landskap och besöker ibland skogar. Födan utgörs av ödlor och deras ägg. Honor lägger inga ägg utan föder levande ungar.
På grund av områdets otillgänglighet finns inga hot. Hela populationen anses vara stabil. IUCN listar arten som livskraftig (LC).